# Girondien
 (juillet 2015).
Si vous disposez d'ouvrages ou d'articles de référence ou si vous connaissez des sites web de qualité traitant du thème abordé ici, merci de compléter l'article en donnant les références utiles à sa vérifiabilité et en les liant à la section « Notes et références ».
Stratigraphie
Vindobonien
Le Girondien est une division stratigraphique obsolète qui correspondait à une grande partie du  Miocène inférieur.